# Кобилка (притока Красної)
Кобилка — річка в Харківській та Луганській області, права притока Красної.Довжина річки 23 км, площа водозбірного басейну 239 км², похил 1,4 м/км.
Свій витік річка бере на південь від села Миколаївка, протікає через село Нова Тарасівка Харківської області. Тече на південь, потім за селом Наугольне повертає на схід. В селі Преображенне впадає до Красної. Біля сіл Оборотнівка та Пилипівка на річці розташовані водосховища.